# Japanische Badmintonmeisterschaft 2019
Die Japanische Badmintonmeisterschaft 2019 fand vom 25. November bis zum 1. Dezember 2019 im Olympiapark Komazawa in Setagaya statt. Es war die 73. Austragung der nationalen Titelkämpfe im Badminton in Japan.

## Medaillengewinner
| Disziplin    | Gold                           | Silber                       | Bronze                           |
| ------------ | ------------------------------ | ---------------------------- | -------------------------------- |
| Herreneinzel | Kento Momota                   | Kenta Nishimoto              | Kazumasa Sakai                   |
| Herreneinzel | Kento Momota                   | Kenta Nishimoto              | Kanta Tsuneyama                  |
| Dameneinzel  | Nozomi Okuhara                 | Aya Ohori                    | Akane Yamaguchi                  |
| Dameneinzel  | Nozomi Okuhara                 | Aya Ohori                    | Sayaka Takahashi                 |
| Herrendoppel | Hiroyuki Endo Yuta Watanabe    | Keigo Sonoda Takeshi Kamura  | Akira Koga Taichi Saito          |
| Herrendoppel | Hiroyuki Endo Yuta Watanabe    | Keigo Sonoda Takeshi Kamura  | Hiroki Okamura Masayuki Onodera  |
| Damendoppel  | Wakana Nagahara Mayu Matsumoto | Yuki Fukushima Sayaka Hirota | Chiharu Shida Nami Matsuyama     |
| Damendoppel  | Wakana Nagahara Mayu Matsumoto | Yuki Fukushima Sayaka Hirota | Ayaka Takahashi Misaki Matsutomo |
| Mixed        | Yuta Watanabe Arisa Higashino  | Yujiro Nishikawa Saori Ozaki | Hiroki Midorikawa Natsu Saito    |
| Mixed        | Yuta Watanabe Arisa Higashino  | Yujiro Nishikawa Saori Ozaki | Yūki Kaneko Kie Nakanishi        |